# Gladiador meridià
Gladiador meridià (en llatí meridiani) era el nom que es donava a l'antiga Roma als gladiadors que combatien al migdia, després que els combats de les feres salvatges (amb els bestiaris) i els espectacles amb animals que s'havien celebrat més d'hora al matí. Aquestos gladiadors portaven un armament molt lleuger. En parlen Sèneca i Suetoni.